# Limnocythere ceriotuberosa
Limnocythere ceriotuberosa är en kräftdjursart som först beskrevs av Magali Delorme 1967.  Limnocythere ceriotuberosa ingår i släktet Limnocythere och familjen Limnocytheridae. Inga underarter finns listade i Catalogue of Life.